# Leptopecten velero
Leptopecten velero är en musselart som först beskrevs av Leo George Hertlein 1935.  Leptopecten velero ingår i släktet Leptopecten och familjen kammusslor. Inga underarter finns listade i Catalogue of Life.